# منز ژورنال
منز ژورنال یک مجله سبک زندگی مردانه آمریکایی است که بر تفریحات در فضای باز متمرکز است و شامل سرمقاله هایی در مورد فضای باز، مسائل زیست محیطی، سلامت و تناسب اندام، سبک و مد، و تجهیزات است. در سال ۱۹۹۲  توسط جان ونر از ونر مدیا ، که به دنبال ایجاد یک نشریه برای "مردان فعال و کارآمد برای دامن زدن به سبک زندگی پرماجرا و فهیم" تاسیس شد.  ونر مدیا مجله مردانه را در سال ۲۰۱۷ به امریکن مدیا فروخت  گروه آرنا مجله مردان را در سال ۲۰۲۲ خریداری کرد 

## قالب
هر شماره از مجله مردان به ۳ زیر بخش تقسیم می شود:
- نوت بوک – شامل آخرین روندها، محصولات، مقاصد، سبک و طراحی است
- بلوپرینت – آخرین مقالات علمی و توصیه های تخصصی در مورد رژیم غذایی، تناسب اندام و ورزش را ارائه می دهد
- گیِرلب – راهنمای خریدار ماهانه از موارد ضروری آزمایش شده و تایید شده: فناوری، ابزار و اسباب بازی. مجله مردانه برای بررسی محصولات از کارشناسان و متخصصان استخدام می کند. بهترین تجهیزات در طول سال در شماره دسامبر، "دنده سال" برجسته شده است.